# Maitatsine
Mohammed Marwa (né avant 1920, mort en 1980) est un prédicateur musulman originaire du Cameroun et principalement actif au Nigeria, tué par les forces armées après l'insurrection d'une partie de ses fidèles. Il était le plus souvent appelé Maitatsine (en haoussa « celui qui maudit ») en raison de ses discours enflammés contre les autorités nigérianes, et ses fidèles les Yan Tatsine. 

## Biographie
Originaire de Maroua, dans le Nord du Cameroun, il s'installe à Kano, au Nigéria, vers 1945. Il s'y fait connaître pour sa prédication controversée. Il se voit comme un mujaddid (rénovateur, revivificateur) à l'image d'Usman dan Fodio. Bien qu'ayant reçu une éducation islamique traditionnelle, il rejette les hadith et la sunnah et considère la lecture de tout autre livre que le Coran comme un acte de paganisme. Il réprouve l'utilisation de la radio, de la montre, du vélo, de la voiture, et de plus d'argent que nécessaire pour la vie de tous les jours. 
Les autorités coloniales l'envoient en exil au cours des années 1950, mais il revient à Kano après l'indépendance. Au début des années 1970, il a de nombreux fidèles, qui prennent le nom de Yan Tatsine ; ils sont particulièrement présents dans le quartier d'Ayagi, dans la vieille ville de Kano. En 1975, il est arrêté par la police nigériane pour insultes publiques visant les autorités nigérianes. Le nombre de ses fidèles s'accroît, en particulier parmi les jeunes et les migrants venus à Kano depuis les campagnes du Nord du Nigéria ; ceux-ci affrontent de plus en plus fréquemment les forces de police. En 1979, peu avant sa mort, il refuse à Mohammed son statut de prophète et se présente lui-même comme prophète.
À la fin de 1980, après plusieurs attaques des Yan Tatsine contre des personnalités religieuses et les forces de police (et en particulier une tentative d'invasion de la grande mosquée de Kano le 19 décembre), l'armée réprime le mouvement, faisant environ 6 000 victimes, y compris Maitatsine lui-même. 
Le mouvement survit à la mort de Maitatsine et se manifeste à plusieurs reprises par des violences dans plusieurs villes du Nord du Nigéria au cours des années qui suivent : Maiduguri et Kaduna en 1982, Yola en 1984, Gombe en 1985 et Funtua en 1993.